# 贾尼科洛河岸

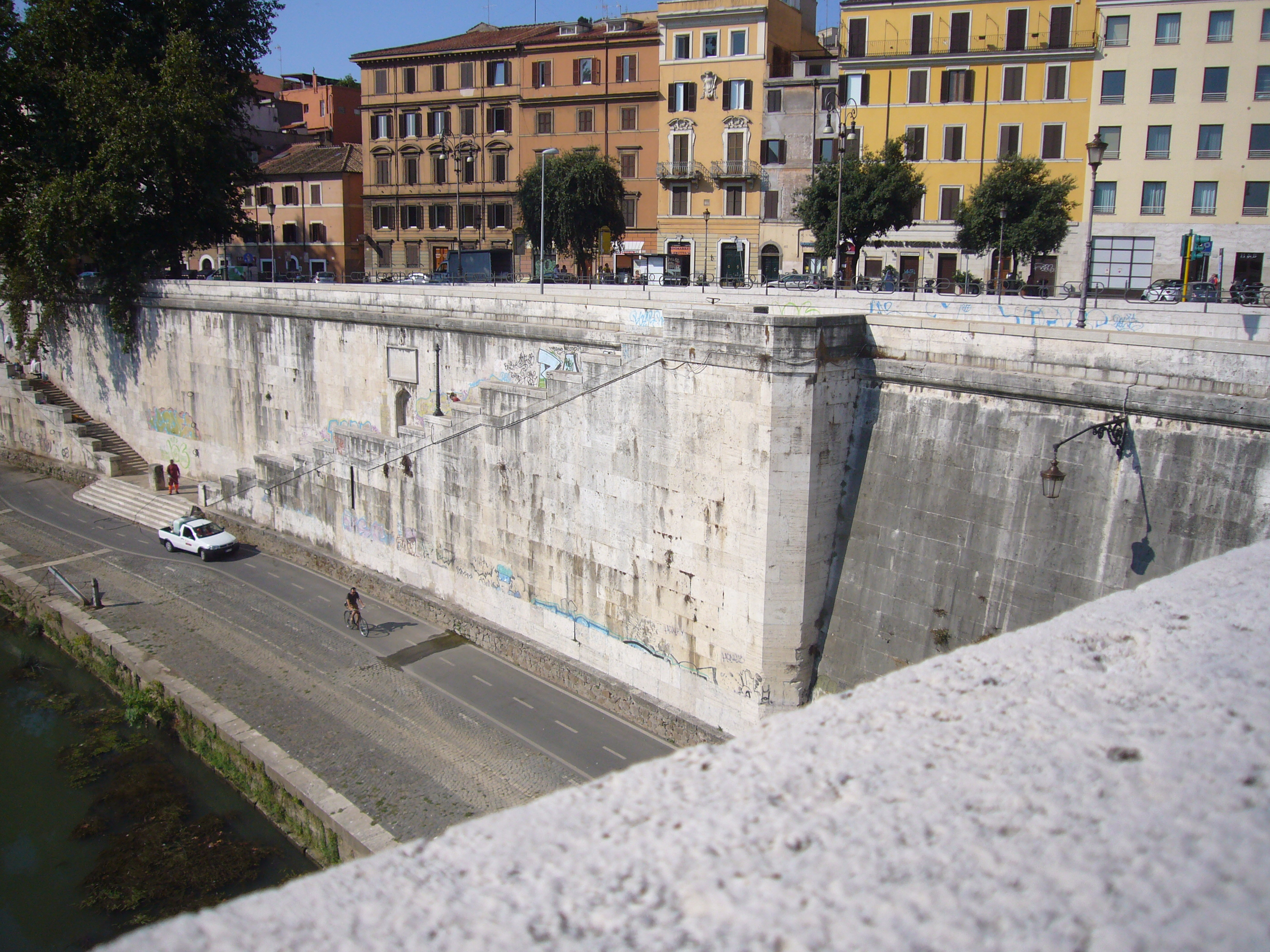

贾尼科洛河岸（Lungotevere Gianicolense）是意大利罗马特拉斯提弗列区的一段台伯河岸，连接罗韦雷广场与朱塞佩·马志尼桥。
河岸得名于区内的贾尼科洛山，定名于1887年7月20日。